# 大崎市立古川東中学校
大崎市立古川東中学校（おおさきしりつ ふるかわひがしちゅうがっこう）は、宮城県大崎市古川旭にある公立中学校。通称は「東中」（とうちゅう、ひがしちゅう）もしくは「古東中」（ふるとうちゅう、ふるひがしちゅう）。

## 概要
1979年、古川市立古川中学校の一部及び古川市外三ヶ町組合立協和中学校を統合し、古川市立古川東中学校として開校した。
2011年には東北地方太平洋沖地震の影響で校舎一部が使用不可（地盤沈下）となり、古川北中学校、古川西中学校、古川南中学校への分散登校が図られた。

## 古川第二中学校（案）
古川東中学校（旧）ホームページを参照。
当初の校名案は「古川市立古川第二中学校」であったが、同校の設立に関する準備委員会は、既存の統合校である「古川北中学校」や「古川西中学校」と同様に方角を取り入れた名称が地域性を表現するとして「東中学校」を推した。
また、「第二中学校」という名称は、既存の「古川中学校」の二番目を意味するものとして受け取られる可能性があり、新設校としての独自性が薄れる懸念があった。そのため「東中学校」とすることで、新設校としての独立した位置づけが明確にされ、地域住民にも親しみやすい名称であると判断された。

## 教育目標
詳細は 『大崎市の教育 資料編』を参照。
「健康」「自主」「協力」

## 学区
- 中里北、中里中、中里南第一、中里南第二、中里南第三、古川駅前、駅南団地、古川台町、東町、北町南、北町中、福沼一、福沼二、福沼三、李埣西一、李埣西二、神田、李埣東、蓑口沼、馬寄、鶴ケ埣西、鶴ケ埣東、大幡南、大幡東、大幡西、境野宮、宮内、楡木、師山、石森、下中目一、下中目二、深沼、桑針、古川谷地中

出典：

## 進学前小学校
- 大崎市立古川第二小学校
- 大崎市立古川第三小学校
- 大崎市立敷玉小学校

出典：

## 出身有名人
- 川上椋輔 - 北海道文化放送アナウンサー
- 蓮つかさ - 宝塚歌劇団月組男役